# Tunnelkrigföring

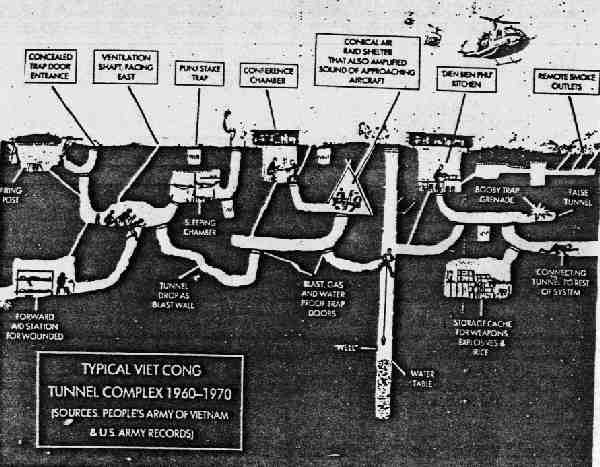
Sketch som visar principen bakom Nordvietnams tunnelsystem under Vietnamkriget.

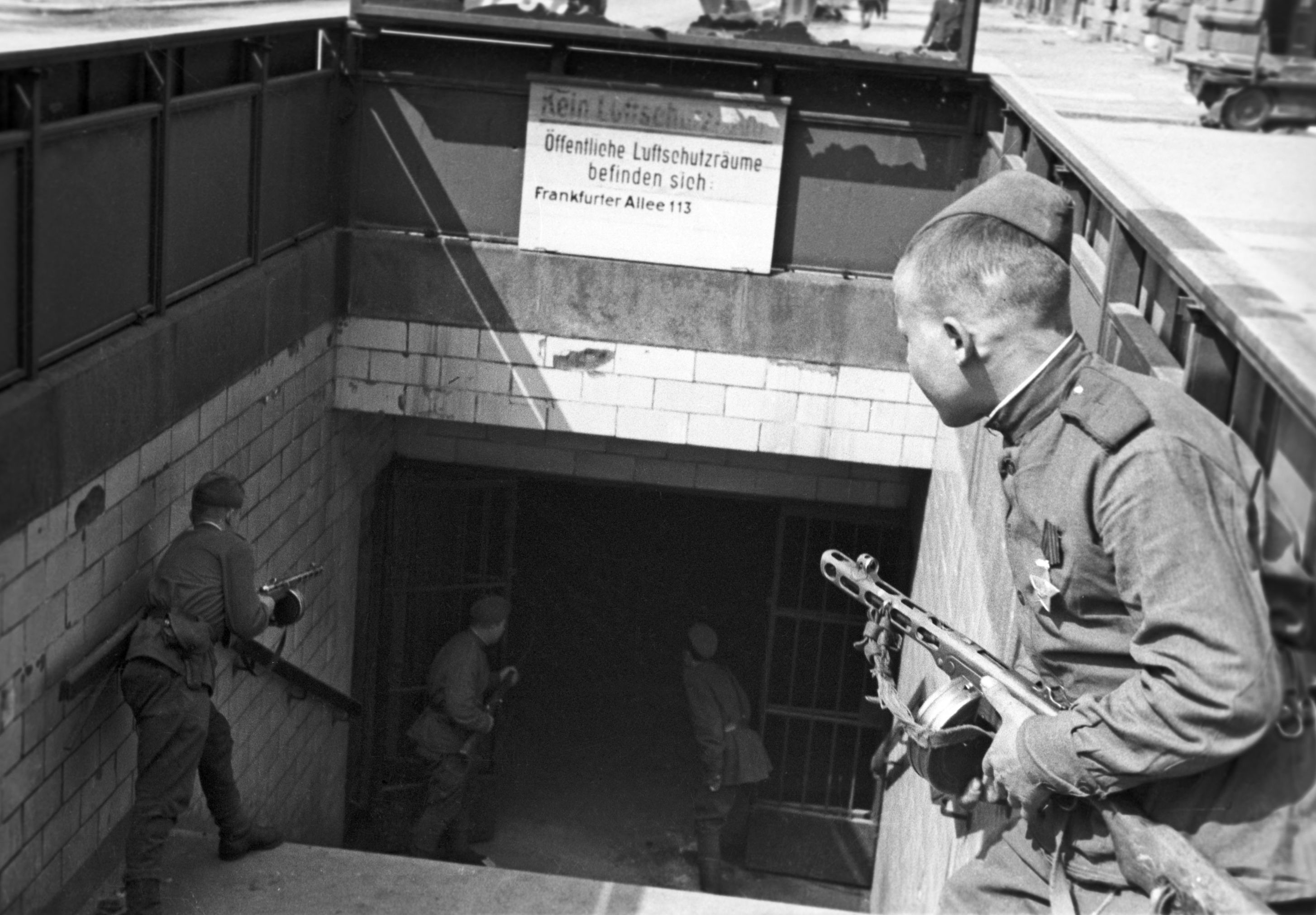
Sovjetiska trupper som intar tunnelbanestationen Frankfurter Allee under slaget om Berlin, 1945.

Tunnelkrigföring är krigföring som förs genom tunnlar, antingen genom att föra strid i tunnlar eller genom att använda tunnlar för att komma undan fienden. Tunnelbefästningar och tunnelkonstruktioner kan exempelvis användas som transportled för trupp och materiel, kommunikations- och försörjningsled, gömställen i samband med strid, vapengömmor, logi för de stridande, sjukstugor, etc. Tunnlar kan även användas eller grävas för att komma under barrikader i syfte att flankera, alternativt för att komma under befästningar i syfte att rasera dessa underifrån genom avsedd tunnelkollaps.
I modern tid förekommer oftast tunnelkrigföring i samband med strid i bebyggelse men i äldre tider var tunnelkrigföring vanlig i samband med belägringskrigföring.

## Underminering (tunnelsprängning)
Äldre tunnelkrigföring gick traditionellt ut på att gräva tunnlar under fienden för att sedan kollapsa dessa i syfte att rasera marken under befästningar eller fiendepositioner. Innan sprängmedel var uppfunnet raserade man tunnlar bland annat genom att göra upp en stor eld under raseringspunkten, vilken skulle elda upp tunnelstöttor och spräcka omliggande bergmassa genom upphettning. När sprängämne väl introducerats i form av svartkrut användes detta för att spränga tunnlarna.
Begreppet minering samt det besläktade ordet mina har från början med gruv- och tunnelgrävande att göra. Mina betyder ursprungligen underjordisk gång eller hålighet, sedermera gruva, medan minering är verbet för att gräva en mina. Dessa ord överfördes sedermera till tunnelgrävande inom krigföring, så kallade mingångar eller minugnar, inklusive nergrävning av sprängladdningar. Mina blev senare en särskild vapentyp – se mina – medan minering avser utplantering av dessa eller utplacering av sprängladdningar, varför minering under fiender särskilts som underminering. Underminering har sedermera fått en överförd betydelse som ”verksamhet eller händelse som förminskar någons eller någots auktoritet, makt, relevans, verkan eller dylikt” – se underminering.

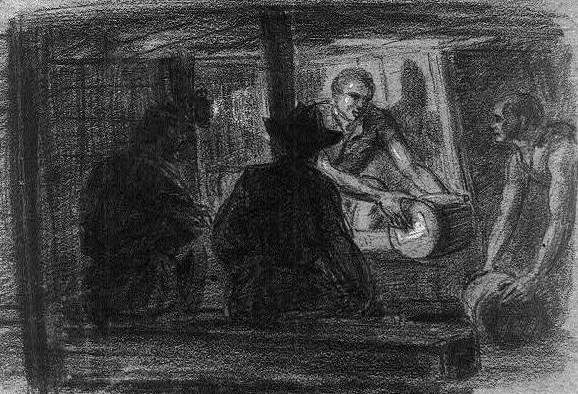
Förberedning av en tunnelsprängning under amerikanska inbördeskriget.
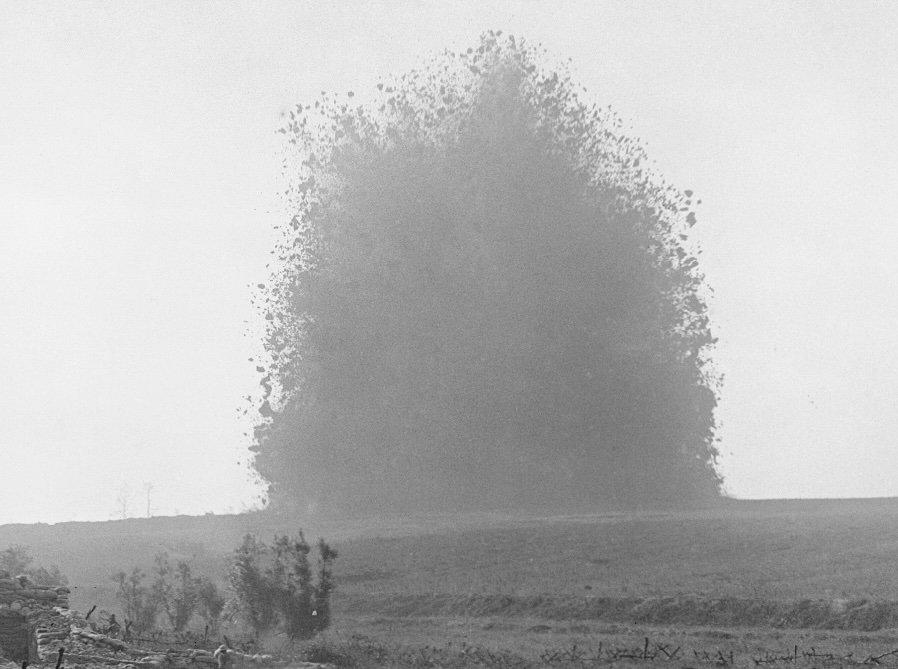
Brittisk tunnelsprängning under en tysk skyttegrav under första världskriget, 1 juli 1916.
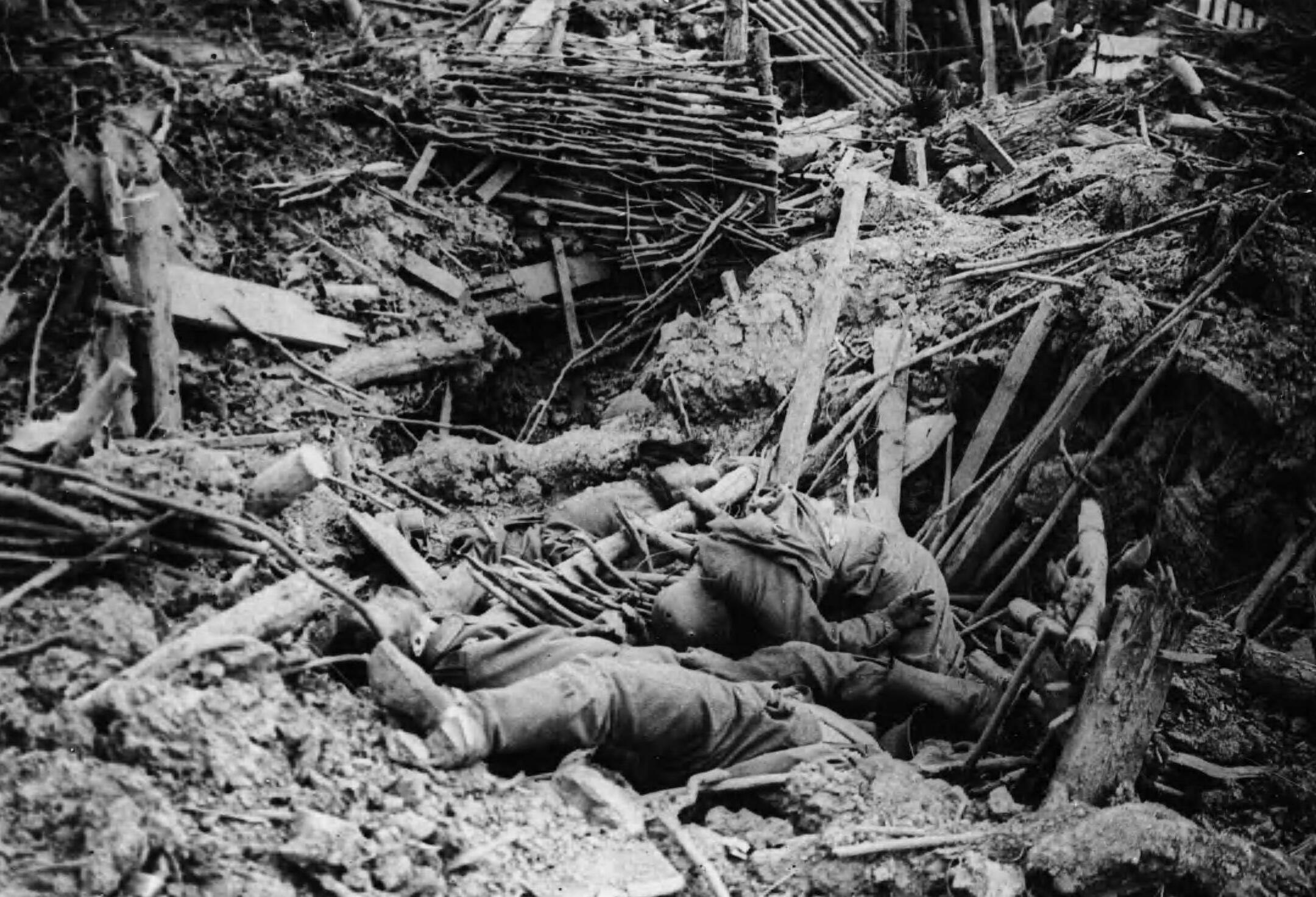
Tysk skyttegrav som förstörts av en fransk tunnelsprängning under första världskriget.

## Historia

### Antiken
Tunnelkrigföring har troligen använts sedan förhistorisk tid men den första ordentligt beskrivna användningen var under Antiken. Den antike historikern Polybios skrev i episod 21 av sitt historiska verk att romarna hade använt tunnelkrigföring vid belägringen av den aitoliska staden Ambrakia. Då romarna inte lyckades besegra stadens mur med artilleri började de istället att gräva en tunnel för att komma under muren. Tunnelgrävandet höll på i flera dagar och det var inte förrän de resulterande jordhögarna blev för höga som de aitoliska-försvararna upptäckte tunnelgrävandet. De kontrade genom att gräva en djup skyttegrav innanför muren för att kunna höra åt vilket håll tunneln grävdes. När de väl lokaliserat tunnelgrävandet grävde de en egen tunnel för att genskjuta den fientliga tunneln. Genskjutningen lyckades och resulterade i att aitolierna kunde röka ut romarna med en rökmaskin fylld med fjädrar. Trots detta resulterade belägringen i romersk seger efter ett fredsfördrag, dock på villkoret att den aitoliska garnisonen kunde marschera ut ur staden under vapenvila.

### Andra världskriget

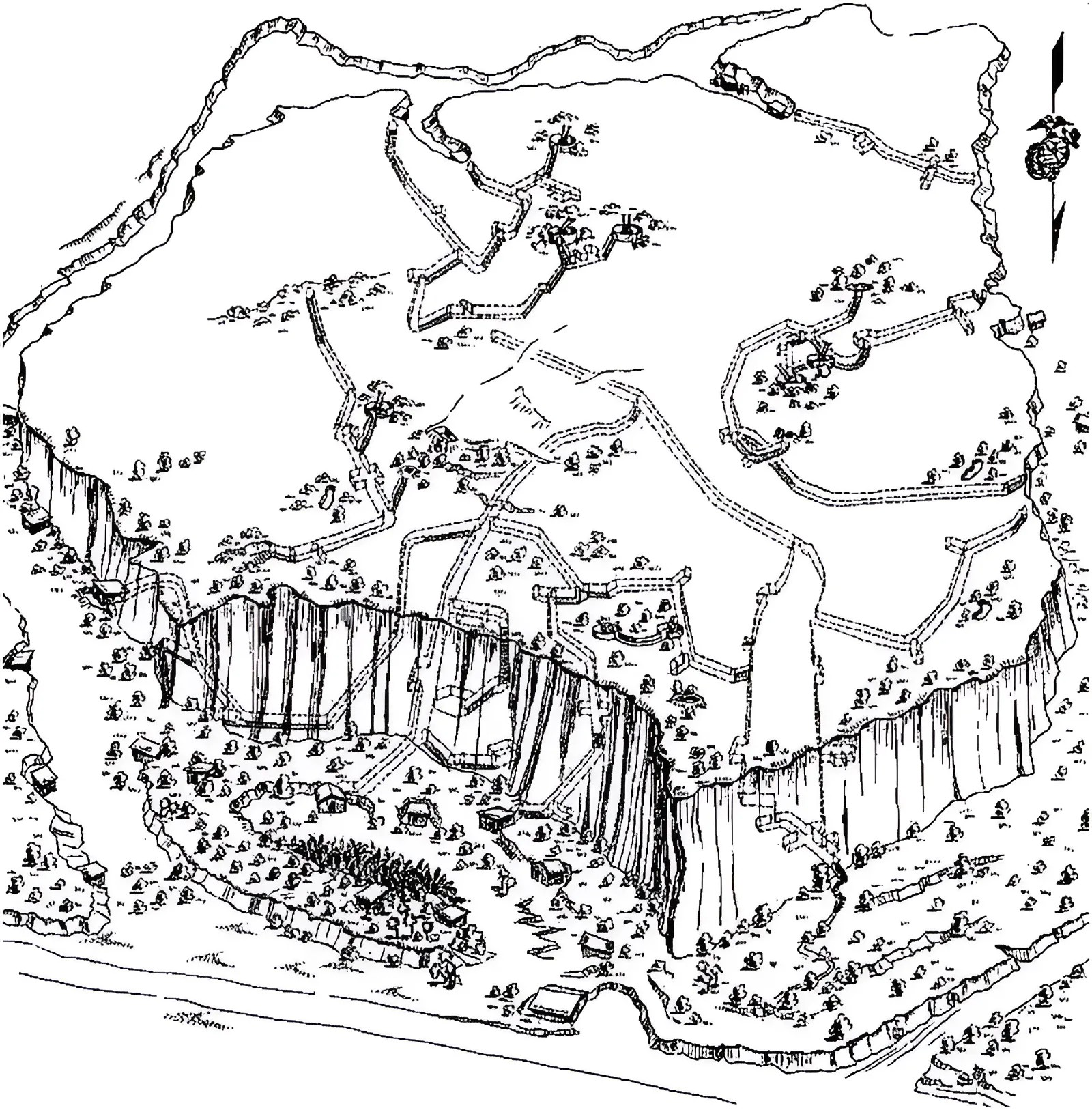
Sketch över det japanska tunnelkomplexet på Iwo Jima under stillahavskriget som del av andra världskriget.

Under andra världskriget förekom diverse strider under jord.
På östfronten utkämpades tunnelkrigföring mellan Sovjetunionen och Nazityskland under slaget vid Stalingrad där båda sidorna barrikaderade sig i stadens kloaker som del av "gatustriderna" augusti till november 1942. Tyskarna kom att kalla kloakstriderna för rattenkrieg ("råttkrig"). Mindre tunnelstrider förekom även under slaget om Berlin under krigets slutskede. De allierades bombanfall av Berlin hade slagit ut större delen av stadens tunnelbanesystem, varav överlevande stationer, tunnlar och bergrum hade konverterats till försvarsanläggningar, tillfälliga bostäder och sjukhus. När Sovjetunionen intog staden kom ett mindre antal stridigheter att ta plats i tunnelbanesystemet innan Nazitysklands kapitulation.
Tunnelstrider kom även att utkämpas på västfronten i Europa som del av de västallierades invasion av Nazityskland. Tyskarna hade konstruerat stora bunkerkomplex som del av Siegfriedlinjen och det inhemska försvaret. Även stillahavskriget såg större tunnelkrigföring. Det japanska imperiet hade konstruerat stora tunnel- och bunkerkomplex på diverse öar och använde även vanligen naturliga grottor som del av sitt försvar.

### Vietnamkriget
Under Vietnamkriget använde Sydvietnams nationella befrielsefront (FNL) och Nordvietnams armé (NVA) ett omfattande nätverk av underjordiska tunnlar runt om hela landet för att undkomma det amerikanska och sydvietnamesiska luftherraväldet. Tunnlarna användes huvudsakligen som gömställen i samband med strider, vapengömmor, logi för de stridande, sjukstugor och som kommunikations- och försörjningsleder. Tunnelkomplexet spelade en avgörande roll under kriget och utgjorde viktiga baser för både FNL och NVA. Bland dessa kan nämnas Cu Chi-tunnlarna som var en avsevärt viktig bas för FNL under Tet-offensiven 1968.
Ingångarna till tunnlarna var väl skyddade med kamouflage och lönnfällor, såsom den ökända punjifällan. Ytterligare var tunnlarna ofta mycket trånga, mörka och svårnavigerade, varav amerikanska styrkor hade svårigheter med att infiltrera och slå ut tunnlarna genom konventionella medel. För att kontra tunnlarna inrättade USA specialtränade soldater, så kallade tunnelråttor, som hade till uppgift att genomsöka de fientliga tunnelsystemen. Dessa var mycket korta män om cirka 1,6 meter, ofta från Latinamerika, vilka fick gå ned i tunnlarna med enkel utrustning som pistol, kniv och ficklampa.